# 4743 Kikuchi
4743 Kikuchi este un asteroid din centura principală, descoperit pe 16 februarie 1988 de Tetsuya Fujii și Kazuo Watanabe.